# キャプテン・クック (ハワイ州)
キャプテン・クック (Captain Cook) は、アメリカ合衆国ハワイ州ハワイ郡にある国勢調査指定地域 (census-designated place, CDP) で、サウス・コナ地区ないに位置している。このコミュニティは、ケアラケクア (Kealakekua) の一部であるが、かつて1900年代はじめにこの地域の郵便局がキャプテン・クック・コーヒー社 (the Captain Cook Coffee Co.) に置かれていたことから名付けられた地名である。2010年における、このCDPの人口は 3,429人で、2000年当時の 3,206人から増加した。

## 地理
キャプテン・クックは、ハワイ島の西海岸、北緯19度29分54秒 西経155度54分15秒 / 北緯19.49833度 西経155.90417度 (19.498211, -155.904275) に位置している。北側はケアラケクア、南側はホナウナウ・ナポオポオと境を接している。ハワイ・ベルトロードの一部を成すハワイ州道11号線が地区内を貫いており、これに沿って北へ12マイル (19 km)進めばカイルア・コナに達し、南へ47マイル (76 km)進めばナアレフに至る。キャプテン・クックで11号線から分岐する州道160号線は、カーブの多い道を4マイル (6 km)南下すると、ケアラケクア湾に面したナポオポオ (Napoopoo) に達する。
アメリカ合衆国国勢調査局によれば、キャプテン・クック CDP の面積は12.9平方マイル (33.3 km2)で、すべて陸地である。
キャプテン・クックの大部分は、標高800-フート (240 m)から2,000-フート (610 m)の間にあり、コーヒーの生産が盛んなこの地域の中でも理想的な条件を満たしている。また、有名なケアラケクア湾を形成した、太古の昔に生じた断崖の上面に位置している。1960年代まで、キャプテン・クックの大部分は、1850年代にイングランド人移民ヘンリー・ニコラス・グリーンウェル (Henry Nicholas Greenwell) が拓いた広大なケアラケクア牧場 (Kealakekua Ranch) の一部となっていた。

## 人口構成
2010年アメリカ合衆国国勢調査の時点で、人口 3,429人、1,258世帯がこのCDPに住んでいた。人口密度は、108.9人/km2（281.1人/平方マイル）であった。住宅戸数は 1,386戸で、平均密度は 44.0戸/km2（113.6戸/平方マイル）であった。人種構成は、31.44% が白人、0.67% がアフリカ系アメリカ人、038% がネイティヴ・アメリカン、
27.65% がアジア系、10.67% がハワイ先住民および太平洋諸島民。2.16% がその他の人種となっており、27.03% は2つ以上の人種の混交であった。いずれの人種かに関わらず、ヒスパニックないしラティーノと回答した者は 9.51% であった。
1,258世帯のうち、22.0% には18歳未満の子どもがいる。平均世帯人員は 2.73人であった。
キャプテン・クック CDP の人口を年齢階層別にも見ると、20.6% が18歳未満、18, 7.0% が18歳から24歳の間、11.6% が25歳から34歳の間、15.4% が35歳から49歳の間、28.3% が50歳から64歳の間、17.1% が65歳以上である。女性100人に対する男性の数は、101.1人。男性100人に対する男性の数は、98.9人である。
2011年から2015年にかけての時期、このCDPに所在する世帯の年収の中央値は、推計で $66,276、家族単位では中央値は $73,661 であった。男性のフルタイム就業者の収入の中央値は $35,833 で、女性は $42,344 であった。CDPの一人当たりの収入は、$38,885 であった。全家族のほぼ 10.2%、全人口の 8.8% は、貧困線より下にあり、その中には、18歳未満の人口の 15.5%、65歳以上の 5.5% が含まれひている。

## 溶岩流ゾーン、レッドライニング、保険問題
キャプテン・クックは、プナと共通する要素をもっている。いずれの地区も、活火山に面しており、地区内の相当の範囲が溶岩流危険ゾーン2に含まれている。さらに、レッドライニングを抑制するため、進行中の火山活動にあわせて新たに追加されたゾーン11、ゾーン12、ゾーン13が設定されている。

## 地域内の施設
- エイミー・B・H・グリーンウェル民族植物園
- コア・コーヒー・プランテーション (Koa Coffee Plantation)
- コナ・コーヒー・リビング・ヒストリー・ファーム (Kona Coffee Living History Farm)
- Rodney J. T. Yano Memorial Hall（ヤノ・ホール）- ロドニー・ヤノを記念し、その名を冠した集会施設

## 教育
ハワイ州教育省は、公立学校の運営にあたっている。キャプテン・クックCDPには、コナワエナ小学校 (Konawaena Elementary School) が設けられている。